# Atletismo nos Jogos Olímpicos de Verão de 1996
Nos Jogos Olímpicos de Verão de 1996 em Atlanta, 44 disputas de atletismo foram realizadas, sendo 24 masculinas e 20 femininas.

## Medalhistas
Masculino
| Evento                         | Ouro                                                                                     | Prata                                                                                              | Bronze                                                                                                |
| ------------------------------ | ---------------------------------------------------------------------------------------- | -------------------------------------------------------------------------------------------------- | --- |
| 100 metros detalhes            | Donovan Bailey CAN Canadá                                                                | Frankie Fredericks NAM Namíbia                                                                     | Ato Boldon TRI Trinidad e Tobago                                                                      |
| 200 metros detalhes            | Michael Johnson USA Estados Unidos                                                       | Frankie Fredericks NAM Namíbia                                                                     | Ato Boldon TRI Trinidad e Tobago                                                                      |
| 400 metros detalhes            | Michael Johnson USA Estados Unidos                                                       | Roger Black GBR Grã-Bretanha                                                                       | Davis Kamoga UGA Uganda                                                                               |
| 800 metros detalhes            | Vebjørn Rodal NOR Noruega                                                                | Hezekiél Sepeng RSA África do Sul                                                                  | Fred Onyancha KEN Quênia                                                                              |
| 1500 metros detalhes           | Noureddine Morceli ALG Argélia                                                           | Fermín Cacho ESP Espanha                                                                           | Stephen Kipkorir KEN Quênia                                                                           |
| 5000 metros detalhes           | Vénuste Niyongabo BDI Burundi                                                            | Paul Bitok KEN Quênia                                                                              | Khalid Boulami MAR Marrocos                                                                           |
| 10000 metros detalhes          | Haile Gebrselassie ETH Etiópia                                                           | Paul Tergat KEN Quênia                                                                             | Salah Hissou MAR Marrocos                                                                             |
| 110 m com barreiras detalhes   | Allen Johnson USA Estados Unidos                                                         | Mark Crear USA Estados Unidos                                                                      | Florian Schwarthoff GER Alemanha                                                                      |
| 400 m com barreiras detalhes   | Derrick Adkins USA Estados Unidos                                                        | Samuel Matete ZAM Zâmbia                                                                           | Calvin Davis USA Estados Unidos                                                                       |
| 3000 m com obstáculos detalhes | Joseph Keter KEN Quênia                                                                  | Moses Kiptanui KEN Quênia                                                                          | Alessandro Lambruschini ITA Itália                                                                    |
| Revezamento 4x100 m detalhes   | Robert Esmie Glenroy Gilbert Bruny Surin Donovan Bailey Carlton Chambers* CAN Canadá     | Jon Drummond Tim Harden Michael Marsh Dennis Mitchell Tim Montgomery* USA Estados Unidos           | Arnaldo da Silva Robson da Silva Édson Ribeiro André Domingos BRA Brasil                              |
| Revezamento 4x400 m detalhes   | LaMont Smith Alvin Harrison Derek Mills Anthuan Maybank Jason Rouser* USA Estados Unidos | Iwan Thomas Jamie Baulch Mark Richardson Roger Black Mark Hylton* Du'aine Ladejo* GBR Grã-Bretanha | Michael McDonald Greg Haughton Roxbert Martin Davian Clarke Dennis Blake* Garth Robinson* JAM Jamaica |
| Maratona detalhes              | Josia Thugwane RSA África do Sul                                                         | Lee Bong-Ju KOR Coreia do Sul                                                                      | Erick Wainaina KEN Quênia                                                                             |
| Marcha atlética 20 km detalhes | Jefferson Pérez ECU Equador                                                              | Ilya Markov RUS Rússia                                                                             | Bernardo Segura MEX México                                                                            |
| Marcha atlética 50 km detalhes | Robert Korzeniowski POL Polônia                                                          | Mikhail Shchennikov RUS Rússia                                                                     | Valentí Massana ESP Espanha                                                                           |
| Salto em altura detalhes       | Charles Austin USA Estados Unidos                                                        | Artur Partyka POL Polônia                                                                          | Steve Smith GBR Grã-Bretanha                                                                          |
| Salto com vara detalhes        | Jean Galfione FRA França                                                                 | Igor Trandenkov RUS Rússia                                                                         | Andrei Tivontchik GER Alemanha                                                                        |
| Salto em distância detalhes    | Carl Lewis USA Estados Unidos                                                            | James Beckford JAM Jamaica                                                                         | Joe Greene USA Estados Unidos                                                                         |
| Salto triplo detalhes          | Kenny Harrison USA Estados Unidos                                                        | Jonathan Edwards GBR Grã-Bretanha                                                                  | Yoelbi Quesada CUB Cuba                                                                               |
| Arremesso de peso detalhes     | Randy Barnes USA Estados Unidos                                                          | John Godina USA Estados Unidos                                                                     | Oleksandr Bagach UKR Ucrânia                                                                          |
| Lançamento de dardo detalhes   | Jan Železný CZE República Checa                                                          | Steve Backley GBR Grã-Bretanha                                                                     | Seppo Räty FIN Finlândia                                                                              |
| Lançamento de disco detalhes   | Lars Riedel GER Alemanha                                                                 | Vladimir Dubrovshchik BLR Bielorrússia                                                             | Vasiliy Kaptyukh BLR Bielorrússia                                                                     |
| Lançamento de martelo detalhes | Balázs Kiss HUN Hungria                                                                  | Lance Deal USA Estados Unidos                                                                      | Oleksandr Krykun UKR Ucrânia                                                                          |
| Decatlo detalhes               | Dan O'Brien USA Estados Unidos                                                           | Frank Busemann GER Alemanha                                                                        | Tomáš Dvořák CZE República Checa                                                                      |

Feminino
| Evento                         | Ouro                                                                                             | Prata                                                                                             | Bronze |
| ------------------------------ | ------------------------------------------------------------------------------------------------ | ------------------------------------------------------------------------------------------------- | --- |
| 100 metros detalhes            | Gail Devers USA Estados Unidos                                                                   | Merlene Ottey JAM Jamaica                                                                         | Gwen Torrence USA Estados Unidos                                                                          |
| 200 metros detalhes            | Marie-José Perec FRA França                                                                      | Merlene Ottey JAM Jamaica                                                                         | Mary Onyali NGR Nigéria                                                                                   |
| 400 metros detalhes            | Marie-José Perec FRA França                                                                      | Cathy Freeman AUS Austrália                                                                       | Falilat Ogunkoya NGR Nigéria                                                                              |
| 800 metros detalhes            | Svetlana Masterkova RUS Rússia                                                                   | Ana Fidelia Quirot CUB Cuba                                                                       | Maria de Lurdes Mutola MOZ Moçambique                                                                     |
| 1500 metros detalhes           | Svetlana Masterkova RUS Rússia                                                                   | Gabriela Szabó ROU Romênia                                                                        | Theresia Kiesl AUT Áustria                                                                                |
| 5000 metros detalhes           | Wang Junxia CHN China                                                                            | Pauline Konga KEN Quênia                                                                          | Roberta Brunet ITA Itália                                                                                 |
| 10000 metros detalhes          | Fernanda Ribeiro POR Portugal                                                                    | Wang Junxia CHN China                                                                             | Gete Wami ETH Etiópia                                                                                     |
| 100 m com barreiras detalhes   | Ludmila Engquist SWE Suécia                                                                      | Brigita Bukovec SLO Eslovênia                                                                     | Patricia Girard FRA França                                                                                |
| 400 m com barreiras detalhes   | Deon Hemmings JAM Jamaica                                                                        | Kim Batten USA Estados Unidos                                                                     | Tonja Buford-Bailey USA Estados Unidos                                                                    |
| Revezamento 4x100 m detalhes   | Chryste Gaines Gail Devers Inger Miller Gwen Torrence Carlette Guidry* USA Estados Unidos        | Eldece Clarke Chandra Sturrup Savatheda Fynes Pauline Davis-Thompson Debbie Ferguson* BAH Bahamas | Michelle Freeman Juliet Cuthbert Nicole Mitchell Merlene Ottey Gillian Russell* Andrea Lloyd* JAM Jamaica |
| Revezamento 4x400 m detalhes   | Rochelle Stevens Maicel Malone-Wallace Kim Graham Jearl Miles Linetta Wilson* USA Estados Unidos | Olabisi Afolabi Fatima Yusuf Charity Opara Falilat Ogunkoya NGR Nigéria                           | Uta Rohländer Linda Kisabaka Anja Rücker Grit Breuer GER Alemanha                                         |
| Maratona detalhes              | Fatuma Roba ETH Etiópia                                                                          | Valentina Yegorova RUS Rússia                                                                     | Yuko Arimori JPN Japão                                                                                    |
| Marcha atlética 10 km detalhes | Yelena Nikolayeva RUS Rússia                                                                     | Elisabetta Perrone ITA Itália                                                                     | Wang Yan CHN China                                                                                        |
| Salto em altura detalhes       | Stefka Kostadinova BUL Bulgária                                                                  | Niki Bakoyianni GRE Grécia                                                                        | Inha Babakova UKR Ucrânia                                                                                 |
| Salto em distância detalhes    | Chioma Ajunwa NGR Nigéria                                                                        | Fiona May ITA Itália                                                                              | Jackie Joyner-Kersee USA Estados Unidos                                                                   |
| Salto triplo detalhes          | Inessa Kravets UKR Ucrânia                                                                       | Inna Lasovskaya RUS Rússia                                                                        | Šárka Kašpárková CZE República Checa                                                                      |
| Arremesso de peso detalhes     | Astrid Kumbernuss GER Alemanha                                                                   | Sui Xinmei CHN China                                                                              | Irina Khudoroshkina RUS Rússia                                                                            |
| Lançamento de dardo detalhes   | Heli Rantanen FIN Finlândia                                                                      | Louise McPaul AUS Austrália                                                                       | Trine Hattestad NOR Noruega                                                                               |
| Lançamento de disco detalhes   | Ilke Wyludda GER Alemanha                                                                        | Natalya Sadova RUS Rússia                                                                         | Ellina Zvereva BLR Bielorrússia                                                                           |
| Heptatlo detalhes              | Ghada Shouaa SYR Síria                                                                           | Natallia Sazanovich BLR Bielorrússia                                                              | Denise Lewis GBR Grã-Bretanha                                                                             |

* Participaram apenas das eliminatórias, mas receberam medalhas.

## Quadro de medalhas

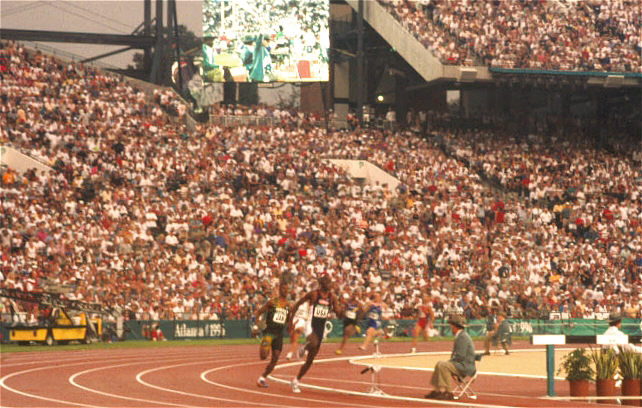
Revezamento 4x400 metros masculino no Centennial Olympic Stadium em 1996.

| Ordem | País                  | Medalha de ouro | Medalha de prata | Medalha de bronze |     |
| ----- | --------------------- | --------------- | ---------------- | ----------------- | --- |
| 1     | USA Estados Unidos    | 13              | 5                | 5                 | 23  |
| 2     | RUS Rússia            | 3               | 6                | 1                 | 10  |
| 3     | GER Alemanha          | 3               | 1                | 3                 | 7   |
| 4     | FRA França            | 3               |                  | 1                 | 4   |
| 5     | ETH Etiópia           | 2               |                  | 1                 | 3   |
| 6     | CAN Canadá            | 2               |                  |                   | 2   |
| 7     | KEN Quênia            | 1               | 4                | 3                 | 8   |
| 8     | JAM Jamaica           | 1               | 3                | 2                 | 6   |
| 9     | CHN China             | 1               | 2                | 1                 | 4   |
| 10    | NGR Nigéria           | 1               | 1                | 2                 | 4   |
| 11    | RSA África do Sul     | 1               | 1                |                   | 2   |
| 11    | POL Polônia           | 1               | 1                |                   | 2   |
| 13    | UKR Ucrânia           | 1               |                  | 3                 | 4   |
| 14    | CZE República Checa   | 1               |                  | 2                 | 3   |
| 15    | FIN Finlândia         | 1               |                  | 1                 | 2   |
| 15    | NOR Noruega           | 1               |                  | 1                 | 2   |
| 17    | ALG Argélia           | 1               |                  |                   | 1   |
| 17    | BUL Bulgária          | 1               |                  |                   | 1   |
| 17    | BDI Burundi           | 1               |                  |                   | 1   |
| 17    | ECU Equador           | 1               |                  |                   | 1   |
| 17    | HUN Hungria           | 1               |                  |                   | 1   |
| 17    | POR Portugal          | 1               |                  |                   | 1   |
| 17    | SYR Síria             | 1               |                  |                   | 3   |
| 17    | SWE Suécia            | 1               |                  |                   | 1   |
| 25    | GBR Grã-Bretanha      |                 | 4                | 2                 | 6   |
| 26    | BLR Bielorrússia      |                 | 2                | 2                 | 4   |
| 26    | ITA Itália            |                 | 2                | 2                 | 4   |
| 28    | AUS Austrália         |                 | 2                |                   | 2   |
| 28    | NAM Namíbia           |                 | 2                |                   | 2   |
| 30    | CUB Cuba              |                 | 1                | 1                 | 2   |
| 30    | ESP Espanha           |                 | 1                | 1                 | 2   |
| 32    | BAH Bahamas           |                 | 1                |                   | 1   |
| 32    | KOR Coreia do Sul     |                 | 1                |                   | 1   |
| 32    | SLO Eslovênia         |                 | 1                |                   | 1   |
| 32    | GRE Grécia            |                 | 1                |                   | 1   |
| 32    | ROU Romênia           |                 | 1                |                   | 1   |
| 32    | ZAM Zâmbia            |                 | 1                |                   | 1   |
| 38    | MAR Marrocos          |                 |                  | 2                 | 2   |
| 38    | TRI Trinidad e Tobago |                 |                  | 2                 | 2   |
| 40    | AUT Áustria           |                 |                  | 1                 | 1   |
| 40    | BRA Brasil            |                 |                  | 1                 | 1   |
| 40    | JPN Japão             |                 |                  | 1                 | 1   |
| 40    | MEX México            |                 |                  | 1                 | 1   |
| 40    | MOZ Moçambique        |                 |                  | 1                 | 1   |
| 40    | UGA Uganda            |                 |                  | 1                 | 1   |
| TOTAL | TOTAL                 | 44              | 44               | 44                | 132 |